# Llista de monuments de Capellades
Llista de monuments de Capellades inclosos en l'Inventari del Patrimoni Arquitectònic Català per al municipi de Capellades (Anoia). Inclou els inscrits en el Registre de Béns Culturals d'Interès Nacional (BCIN) amb la classificació de monuments històrics, els Béns Culturals d'Interès Local (BCIL) de caràcter immoble i la resta de béns arquitectònics integrants del patrimoni cultural català.
| Monument                                                                                               | Protecció | Estil/època                                      | Localització                                                                              | Coordenades                                          | Codi?     | Imatge |
| --- | --------- | ------------------------------------------------ | ----------------------------------------------------------------------------------------- | ---------------------------------------------------- | --------- | --- |
| Societat La Lliga                                                                                      |           | Eclecticisme XIX                                 | Capellades C. Pilar, 13                                                                   | 41° 31′ 50″ N, 1° 41′ 08″ E / 41.53069°N,1.68558°E   | IPA-4399  | Societat La Lliga (Capellades) · Vegeu més fotos d'aquest monument · Carregueu una nova foto d'aquest monument                       |
| Capella de la Mare de Déu del Pilar                                                                    | BCIL 1987 | Neoclassicisme XIX Inici                         | Capellades C. Pilar, 23                                                                   | 41° 31′ 50″ N, 1° 41′ 07″ E / 41.530623°N,1.685186°E | IPA-4400  | Capella de la Mare de Déu del Pilar (Capellades) · Vegeu més fotos d'aquest monument · Carregueu una nova foto d'aquest monument     |
| Molí Paperer de Vilaseca                                                                               |           | Obra popular XVIII                               | Capellades C. d'Amador Romaní - c. Call, 82                                               | 41° 31′ 59″ N, 1° 41′ 04″ E / 41.53305°N,1.68454°E   | IPA-4401  | Molí Paperer de Vilaseca (Capellades) · Modifica el valor a Wikidata · Carregueu una nova foto d'aquest monument                     |
| Arc d'un molí, Arc de la casa de Mateu Tort                                                            |           | Barroc XIX Inici                                 | Capellades Jardins de Mossèn Pere Ribot, ronda del Capelló                                | 41° 31′ 38″ N, 1° 41′ 26″ E / 41.52712°N,1.69051°E   | IPA-4402  | Arc de la casa de Mateu Tort (Capellades) · Vegeu més fotos d'aquest monument · Carregueu una nova foto d'aquest monument            |
| Església parroquial de Santa Maria                                                                     | BCIL 1987 | Neoclassicisme XIX                               | Capellades Pl. Verdaguer, 1                                                               | 41° 31′ 53″ N, 1° 41′ 11″ E / 41.53132°N,1.68646°E   | IPA-4403  | Església parroquial de Santa Maria (Capellades) · Vegeu més fotos d'aquest monument · Carregueu una nova foto d'aquest monument      |
| Font del Carquinyoli, Font de la Carota                                                                |           | Noucentisme XX                                   | Capellades C. Garbí, 5                                                                    | 41° 31′ 47″ N, 1° 41′ 11″ E / 41.52983°N,1.68646°E   | IPA-4405  | Font del Carquinyoli (Capellades) · Vegeu més fotos d'aquest monument · Carregueu una nova foto d'aquest monument                    |
| Cal Baldufes i jardí, Torre Josep Guasch i Orts, Casa Vallès, Torre del Senyor Pau, Cal Belza          | BCIL 1987 | Noucentisme XX (1917)                            | Capellades C. de Garbí, 31                                                                | 41° 31′ 46″ N, 1° 41′ 08″ E / 41.52945°N,1.68569°E   | IPA-4407  | Cal Baldufes (Capellades) · Modifica el valor a Wikidata · Carregueu una nova foto d'aquest monument                                 |
| Museu Molí Paperer de Capellades, Molí de la Vila                                                      | BCIL 1987 | Obra popular XVII                                | Capellades Pg. Immaculada Concepció, 21 - c. Pau Casals                                   | 41° 31′ 43″ N, 1° 41′ 03″ E / 41.52862°N,1.68409°E   | IPA-4408  | Molí Paperer de Capellades · Vegeu més fotos d'aquest monument · Carregueu una nova foto d'aquest monument                           |
| Casa Rius Aloy                                                                                         |           | Eclecticisme, modernisme XIX-XX                  | Capellades C. de la Immaculada Concepció, 13                                              | 41° 31′ 50″ N, 1° 41′ 01″ E / 41.53049°N,1.68354°E   | IPA-4409  | Casa Rius Aloy (Capellades) · Modifica el valor a Wikidata · Carregueu una nova foto d'aquest monument                               |
| Carreró d'en Magí Carme                                                                                |           | Obra popular                                     | Capellades Carreró d'en Magí Carme                                                        | 41° 31′ 54″ N, 1° 41′ 08″ E / 41.5316°N,1.68564°E    | IPA-4410  | Carregueu una nova foto d'aquest monument                                                                                            |
| Can Fàbregas                                                                                           |           | Modernisme XX (1919)                             | Capellades C. Travessia del Portal, 8                                                     | 41° 31′ 41″ N, 1° 41′ 16″ E / 41.52801°N,1.68769°E   | IPA-4411  | Carregueu una nova foto d'aquest monument                                                                                            |
| Casa de la Vila                                                                                        |           | Eclecticisme Josep Majó Ribas XX (1902)          | Capellades C. de l'Onze de Setembre de 1714, 4                                            | 41° 31′ 53″ N, 1° 41′ 09″ E / 41.53142°N,1.68584°E   | IPA-4414  | Casa de la Vila (Capellades) · Vegeu més fotos d'aquest monument · Carregueu una nova foto d'aquest monument                         |
| Fàbrica antiga Guasch Hermanos, Can Guasch, Ca l'Isaac                                                 | BCIL 1987 | Modernisme, noucentisme XX Inici                 | Capellades Av. Maties Guasch, 46 - c. Pau Casals                                          | 41° 31′ 37″ N, 1° 41′ 05″ E / 41.52698°N,1.68465°E   | IPA-4416  | Fàbrica antiga Guasch Hermanos (Capellades) · Vegeu més fotos d'aquest monument · Carregueu una nova foto d'aquest monument          |
| Edifici central Guasch Hermanos i tanca, Can Guasch, Ca l'Isaac                                        | BCIL 1987 | Art Déco XX Inici                                | Capellades Av. de Maties Guasch, 57 - c. Sant Ramon                                       | 41° 31′ 38″ N, 1° 41′ 09″ E / 41.52733°N,1.68593°E   | IPA-4417  | Edifici central Guasch Hermanos i tanca (Capellades) · Modifica el valor a Wikidata · Carregueu una nova foto d'aquest monument      |
| Torre Guasch, jardí i tanca; Can Baldufes, Can Belza, Cal Senyor Prat                                  | BCIL 1987 | Noucentisme XX                                   | Capellades C. Sant Ramon, 26                                                              | 41° 31′ 40″ N, 1° 41′ 07″ E / 41.52767°N,1.68522°E   | IPA-4419  | Torre Guasch (Capellades) · Modifica el valor a Wikidata · Carregueu una nova foto d'aquest monument                                 |
| Casa Bas, Can Bas                                                                                      | BCIL 1987 | Obra popular XVII                                | Capellades C. d'Amador Romaní, 3                                                          | 41° 31′ 54″ N, 1° 41′ 07″ E / 41.53166°N,1.68522°E   | IPA-4420  | Casa Bas (Capellades) · Vegeu més fotos d'aquest monument · Carregueu una nova foto d'aquest monument                                |
| Escorxador Municipal                                                                                   | BCIL 1987 | Noucentisme Agustí Bartlett i Zaldívar XX (1928) | Capellades C. de Santa Anna, 23                                                           | 41° 31′ 44″ N, 1° 41′ 24″ E / 41.52884°N,1.68989°E   | IPA-4422  | Escorxador Municipal (Capellades) · Vegeu més fotos d'aquest monument · Carregueu una nova foto d'aquest monument                    |
| Ca l'Ubach                                                                                             |           | Eclecticisme XIX                                 | Capellades Pl. de Sant Jaume, 8                                                           | 41° 31′ 53″ N, 1° 41′ 08″ E / 41.53145°N,1.68542°E   | IPA-4425  | Ca l'Ubach (Capellades) · Vegeu més fotos d'aquest monument · Carregueu una nova foto d'aquest monument                              |
| Pont de Capellades                                                                                     |           | XX Inici                                         | Capellades Ctra. de Vallbona a Capellades, sota el baixador dels ferrocarrils Generalitat | 41° 31′ 18″ N, 1° 41′ 33″ E / 41.52166°N,1.69244°E   | IPA-4426  | Pont de Capellades · Vegeu més fotos d'aquest monument · Carregueu una nova foto d'aquest monument                                   |
| Cal Romaní, Fàbrica Romaní, Cal Violant                                                                | BCIL 1987 | Obra popular                                     | Capellades Al costat de l'Anoia, c. Pas de l'Aigua                                        | 41° 31′ 24″ N, 1° 41′ 30″ E / 41.52326°N,1.6918°E    | IPA-4427  | Cal Romaní (Capellades) · Vegeu més fotos d'aquest monument · Carregueu una nova foto d'aquest monument                              |
| Fàbrica i Casa Munné, Molí de Cal Farreras                                                             | BCIL 1987 | Obra popular XVI-XVII, XVIII                     | Capellades C. Amador Romaní, 83 - camí de la Costa                                        | 41° 32′ 30″ N, 1° 41′ 22″ E / 41.54154°N,1.68942°E   | IPA-4428  | Casa Munné (Capellades) · Vegeu més fotos d'aquest monument · Carregueu una nova foto d'aquest monument                              |
| Molí Xic del Pascual                                                                                   |           | Obra popular                                     | Capellades C. Amador Romaní, 79-81                                                        | 41° 32′ 07″ N, 1° 41′ 01″ E / 41.535401°N,1.683590°E | IPA-4429  | Carregueu una nova foto d'aquest monument                                                                                            |
| Ca l'Anton                                                                                             |           | Obra popular XVIII                               | Capellades Entre Capellades i la Font de la Reina                                         |                                                      | IPA-4432  | Carregueu una nova foto d'aquest monument                                                                                            |
| Capella de Santa Bàrbara                                                                               | BCIL 1987 | Obra popular XV-XVI                              | Capellades C. de la Font de la Reina, 8                                                   | 41° 31′ 57″ N, 1° 41′ 23″ E / 41.53251°N,1.68969°E   | IPA-4435  | Capella de Santa Bàrbara (Capellades) · Vegeu més fotos d'aquest monument · Carregueu una nova foto d'aquest monument                |
| Casa del Pinal i abeurador, Ca n'Alós, Hostal Can Carol, Ca l'Alós                                     | BCIL 1987 | Obra popular XV-XVI, XVII-XVIII                  | Capellades C. Font de la Reina, 5, al costat de la font                                   | 41° 31′ 59″ N, 1° 41′ 23″ E / 41.53312°N,1.68961°E   | IPA-4436  | Ca n'Alós (Capellades) · Vegeu més fotos d'aquest monument · Carregueu una nova foto d'aquest monument                               |
| Cases Prats, Cases Batlle                                                                              | BCIL 1987 | Obra popular XVI, XIX                            | Capellades C. de la Font de la Reina, s/n (antic 22)                                      | 41° 31′ 58″ N, 1° 41′ 22″ E / 41.53274°N,1.68958°E   | IPA-4437  | Cases Prats (Capellades) · Modifica el valor a Wikidata · Carregueu una nova foto d'aquest monument                                  |
| Cal Lleganya                                                                                           |           | Obra popular                                     | Capellades C. Font de la Reina, entre el camí Ral i el riu Anoia                          | 41° 32′ 02″ N, 1° 41′ 26″ E / 41.533897°N,1.690606°E | IPA-4438  | Carregueu una nova foto d'aquest monument                                                                                            |
| Casa Joan Guarro                                                                                       | BCIL 1987 | Obra popular XVII                                | Capellades C. Font de la Reina, 16                                                        | 41° 31′ 59″ N, 1° 41′ 21″ E / 41.53305°N,1.68929°E   | IPA-6656  | Casa Joan Guarro (Capellades) · Modifica el valor a Wikidata · Carregueu una nova foto d'aquest monument                             |
| Cal Formaire, Casa Tort                                                                                | BCIL 1987 | Barroc, obra popular XVII                        | Capellades C. Major, 61                                                                   | 41° 31′ 46″ N, 1° 41′ 13″ E / 41.52938°N,1.68698°E   | IPA-6657  | Casa Tort (Capellades) · Modifica el valor a Wikidata · Carregueu una nova foto d'aquest monument                                    |
| Ca l'Illa                                                                                              |           | Eclecticisme XIX-XX                              | Capellades C. Major, 9 - c. Call                                                          | 41° 31′ 50″ N, 1° 41′ 11″ E / 41.53061°N,1.68634°E   | IPA-6658  | Ca l'Illa (Capellades) · Modifica el valor a Wikidata · Carregueu una nova foto d'aquest monument                                    |
| Cal Rabassa                                                                                            |           | Eclecticisme XIX (1895)                          | Capellades C. del Portal, 21                                                              | 41° 31′ 40″ N, 1° 41′ 15″ E / 41.52783°N,1.68741°E   | IPA-6659  | Cal Rabassa (Capellades) · Modifica el valor a Wikidata · Carregueu una nova foto d'aquest monument                                  |
| Ca l'Ernest, Casa Asbert Soler, Casa Ràfols Casamada                                                   | BCIL 1987 | Noucentisme XX (1912)                            | Capellades Ctra. d'Igualada a Vilafranca                                                  | 41° 31′ 37″ N, 1° 40′ 51″ E / 41.52687°N,1.68076°E   | IPA-6660  | Ca l'Ernest (Capellades) · Modifica el valor a Wikidata · Carregueu una nova foto d'aquest monument                                  |
| Ca l'Artigas, Mas Teixidor                                                                             | BCIL 1987 | Noucentisme XX (1912)                            | Capellades Ctra. d'Igualada a Vilafranca                                                  | 41° 31′ 34″ N, 1° 40′ 50″ E / 41.52599°N,1.68061°E   | IPA-6661  | Carregueu una nova foto d'aquest monument                                                                                            |
| Muralla del turó de l'Hort de la Vila                                                                  | BCIL 1987 | Obra popular XVII                                | Capellades C. Amador Romaní - c. Fleming - c. Mercè                                       | 41° 31′ 56″ N, 1° 41′ 04″ E / 41.5322°N,1.68446°E    | IPA-6662  | Muralla del turó de l'Hort de la Vila (Capellades) · Modifica el valor a Wikidata · Carregueu una nova foto d'aquest monument        |
| Escut de la casa Jaume Cardús                                                                          |           | Barroc XVIII                                     | Capellades C. Amador Romaní, 40-42                                                        | 41° 31′ 58″ N, 1° 41′ 04″ E / 41.53265°N,1.68439°E   | IPA-6664  | Escut de la casa Jaume Cardús (Capellades) · Modifica el valor a Wikidata · Carregueu una nova foto d'aquest monument                |
| Dovella de la casa Serra                                                                               |           | Barroc XVIII                                     | Capellades C. Amador Romaní, 27                                                           | 41° 31′ 57″ N, 1° 41′ 04″ E / 41.53262°N,1.68431°E   | IPA-6665  | Dovella de la casa Serra (Capellades) · Modifica el valor a Wikidata · Carregueu una nova foto d'aquest monument                     |
| Conjunt de cases al carrer Sant Francesc, portals Casa Joan Ros, Casa Josep Roig                       | BCIL 1987 | Obra popular XVIII                               | Capellades C. Sant Francesc, 3-5                                                          | 41° 31′ 50″ N, 1° 41′ 14″ E / 41.53068°N,1.68721°E   | IPA-6666  | Conjunt de cases al carrer Sant Francesc (Capellades) · Modifica el valor a Wikidata · Carregueu una nova foto d'aquest monument     |
| Cases del Ramonet                                                                                      | BCIL 1987 | XIX                                              | Capellades C. Sant Ramon, 3-23 i c. Girat, 1-13                                           | 41° 31′ 42″ N, 1° 41′ 12″ E / 41.52826°N,1.68678°E   | IPA-6667  | Cases del Ramonet (Capellades) · Modifica el valor a Wikidata · Carregueu una nova foto d'aquest monument                            |
| Villa Buenos Aires                                                                                     | BCIL 1987 | Noucentisme XX (1911)                            | Capellades C. Sant Ramon, 4 - c. Castell                                                  | 41° 31′ 42″ N, 1° 41′ 11″ E / 41.52831°N,1.68641°E   | IPA-6670  | Villa Buenos Aires (Capellades) · Modifica el valor a Wikidata · Carregueu una nova foto d'aquest monument                           |
| Casa Justí Roig                                                                                        |           | Modernisme XX (1909)                             | Capellades C. Amador Romaní, 21                                                           | 41° 31′ 57″ N, 1° 41′ 04″ E / 41.53248°N,1.6844°E    | IPA-6671  | Casa Justí Roig (Capellades) · Modifica el valor a Wikidata · Carregueu una nova foto d'aquest monument                              |
| Casa al carrer Amador Romaní, 5                                                                        |           | XIX                                              | Capellades C. Amador Romaní, 5-11                                                         | 41° 31′ 56″ N, 1° 41′ 05″ E / 41.532222°N,1.684677°E | IPA-6672  | Casa al carrer Amador Romaní, 5 (Capellades) · Vegeu més fotos d'aquest monument · Carregueu una nova foto d'aquest monument         |
| Casa Aloy Romaní                                                                                       |           | Eclecticisme XIX                                 | Capellades Pg. Immaculada Concepció, 10                                                   | 41° 31′ 49″ N, 1° 41′ 02″ E / 41.5304°N,1.68376°E    | IPA-6673  | Carregueu una nova foto d'aquest monument                                                                                            |
| Casa al carrer Immaculada Concepció, 12                                                                |           | Noucentisme XX Inici                             | Capellades C. Immaculada Concepció, 12                                                    | 41° 31′ 49″ N, 1° 41′ 02″ E / 41.53028°N,1.68377°E   | IPA-6674  | Casa al carrer Immaculada Concepció, 12 (Capellades) · Modifica el valor a Wikidata · Carregueu una nova foto d'aquest monument      |
| Grup Escolar del Marquès de la Pobla                                                                   | BCIL 1987 | Noucentisme Domènec Sugrañes i Gras XX (1933)    | Capellades Pg. Miquel i Mas, 19                                                           | 41° 31′ 51″ N, 1° 40′ 57″ E / 41.53075°N,1.68256°E   | IPA-6675  | Grup Escolar del Marquès de la Pobla (Capellades) · Modifica el valor a Wikidata · Carregueu una nova foto d'aquest monument         |
| Casa Josep Carreras Bartrolí                                                                           |           | Noucentisme XX (1919)                            | Capellades C. Torrenova, 5-7 (36)                                                         | 41° 31′ 53″ N, 1° 41′ 00″ E / 41.53136°N,1.68342°E   | IPA-6676  | Casa Josep Carreras Bartrolí (Capellades) · Modifica el valor a Wikidata · Carregueu una nova foto d'aquest monument                 |
| Església, convent i col·legi de la Divina Pastora                                                      | BCIL 1987 | Eclecticisme XIX                                 | Capellades C. Divina Pastora, 6-8                                                         | 41° 31′ 49″ N, 1° 41′ 18″ E / 41.5302°N,1.6883°E     | IPA-6677  | Església de la Divina Pastora (Capellades) · Vegeu més fotos d'aquest monument · Carregueu una nova foto d'aquest monument           |
| Casa Santiago Serra, Ca l'Antoñita Piñol                                                               | BCIL 1987 | Obra popular, barroc XVIII                       | Capellades C. Sant Francesc, 10-14 - pl. Sant Miquel                                      | 41° 31′ 49″ N, 1° 41′ 15″ E / 41.53031°N,1.68743°E   | IPA-6678  | Casa Santiago Serra (Capellades) · Modifica el valor a Wikidata · Carregueu una nova foto d'aquest monument                          |
| Casa Raurés, Casa Pagès, Casa Vídua de Francesc Codorniu                                               | BCIL 1987 | Neoclassicisme XIX                               | Capellades C. Sant Francesc, 73                                                           | 41° 31′ 44″ N, 1° 41′ 17″ E / 41.52895°N,1.68813°E   | IPA-6679  | Casa Raurés (Capellades) · Modifica el valor a Wikidata · Carregueu una nova foto d'aquest monument                                  |
| Casa Antoni Romaní Gubern                                                                              |           | Eclecticisme XIX (1894)                          | Capellades Pl. Sant Miquel, 23-24                                                         | 41° 31′ 48″ N, 1° 41′ 15″ E / 41.53007°N,1.68763°E   | IPA-6680  | Casa Antoni Romaní Gubern (Capellades) · Modifica el valor a Wikidata · Carregueu una nova foto d'aquest monument                    |
| Casa Romañá, Cal Solsona                                                                               |           | Eclecticisme XIX                                 | Capellades Pl. Sant Miquel, 11-12                                                         | 41° 31′ 49″ N, 1° 41′ 14″ E / 41.53028°N,1.6872°E    | IPA-6681  | Casa Romañá (Capellades) · Modifica el valor a Wikidata · Carregueu una nova foto d'aquest monument                                  |
| Casa Paula Soteras, Casa Llopis, Casa Palomo                                                           | BCIL 1987 | Barroc XVIII                                     | Capellades C. Sant Francesc, 66                                                           | 41° 31′ 44″ N, 1° 41′ 17″ E / 41.5288°N,1.68807°E    | IPA-6682  | Casa Paula Soteras (Capellades) · Modifica el valor a Wikidata · Carregueu una nova foto d'aquest monument                           |
| Bassa Gran i Font Petita, o Bassa del Molí de la Vila                                                  | BCIL 1987 |                                                  | Capellades Pg. Immaculada Concepció - c. Pau Claris - av. Maties Guasch                   | 41° 31′ 41″ N, 1° 41′ 03″ E / 41.528107°N,1.684142°E | IPA-35436 | Bassa Gran i Font Petita (Capellades) · Vegeu més fotos d'aquest monument · Carregueu una nova foto d'aquest monument                |
| Rec del Corronaire, Rec de la Vila, Rec Major, Séquia Major                                            | BCIL 1987 | XVIII-XIX, XX                                    | Capellades Rec del Corronaire                                                             | 41° 31′ 48″ N, 1° 41′ 04″ E / 41.52995°N,1.68444°E   | IPA-35438 | Salt d'aigua de la Piscina Blava (Capellades) · Modifica el valor a Wikidata · Carregueu una nova foto d'aquest monument             |
| Barraca de vinya, aixopluc de pastors                                                                  | BCIL 1987 | Obra popular                                     | Capellades Ctra. C-244 Igualada-Vilafranca, km 10,3                                       | 41° 31′ 17″ N, 1° 40′ 48″ E / 41.52149°N,1.67989°E   | IPA-35441 | Carregueu una nova foto d'aquest monument                                                                                            |
| Illa Dr. Fleming, Magí Carme, Amador Romaní                                                            | BCIL 1987 | Obra popular XIV, XVII, XIX, XX                  | Capellades C. Dr. Fleming - c. Magí Carme - c. Amador Romaní                              | 41° 31′ 54″ N, 1° 41′ 08″ E / 41.53166°N,1.68550°E   | IPA-35442 | Carregueu una nova foto d'aquest monument                                                                                            |
| Conjunt urbà de la plaça de Sant Miquel, plaça Nova, plaça General Prim                                | BCIL 1987 | Obra popular XVII, XVIII-XIX                     | Capellades Pl. Sant Miquel                                                                | 41° 31′ 49″ N, 1° 41′ 14″ E / 41.530194°N,1.687277°E | IPA-35444 | Conjunt urbà de la plaça de Sant Miquel (Capellades) · Vegeu més fotos d'aquest monument · Carregueu una nova foto d'aquest monument |
| Carrer Sant Francesc                                                                                   | BCIL 1987 | XVIII-XIX                                        | Capellades C. Sant Francesc, 1-33 i 2-16, tram del Call a la Divina Pastora               | 41° 31′ 50″ N, 1° 41′ 15″ E / 41.530454°N,1.687401°E | IPA-35445 | Carrer Sant Francesc (Capellades) · Vegeu més fotos d'aquest monument · Carregueu una nova foto d'aquest monument                    |
| Conjunt de cases del carrer Garbí tram del carrer Major, abans carrer Leopold Ribot, Racó Carrer Major | BCIL 1987 | XVIII-XX                                         | Capellades C. Garbí - c. Major                                                            | 41° 31′ 47″ N, 1° 41′ 10″ E / 41.52985°N,1.68623°E   | IPA-35446 | Conjunt de cases del carrer Garbí (Capellades) · Modifica el valor a Wikidata · Carregueu una nova foto d'aquest monument            |
| Conjunt de cases del carrer Sant Joan                                                                  | BCIL 1987 | Obra popular XIX                                 | Capellades C. Sant Joan, 15-27                                                            | 41° 31′ 52″ N, 1° 40′ 59″ E / 41.531212°N,1.683099°E | IPA-35447 | Conjunt de cases del carrer Sant Joan (Capellades) · Modifica el valor a Wikidata · Carregueu una nova foto d'aquest monument        |
| Molí Xic de Munné, Paperera Munné                                                                      | BCIL 1987 |                                                  | Capellades C. Amador Romaní                                                               | 41° 32′ 07″ N, 1° 41′ 01″ E / 41.535301°N,1.683737°E | IPA-35448 | Carregueu una nova foto d'aquest monument                                                                                            |
| Molí Vell de Vilaseca, Fàbrica Vilaseca, Molí de Cal Titllo, Molí del Pla o de la Plana                | BCIL 1987 |                                                  | Capellades C. Amador Romaní - c. Call, 82                                                 | 41° 31′ 59″ N, 1° 41′ 04″ E / 41.533093°N,1.684569°E | IPA-35449 | Carregueu una nova foto d'aquest monument                                                                                            |
| Antic safareig del Portal, antic edifici de Correus                                                    | BCIL 1987 | XX (1932)                                        | Capellades C. Portal, 2 - Pl. Àngel Guimerà                                               | 41° 31′ 43″ N, 1° 41′ 09″ E / 41.52856°N,1.68594°E   | IPA-35453 | Antic safareig del Portal (Capellades) · Vegeu més fotos d'aquest monument · Carregueu una nova foto d'aquest monument               |
| Cementiri Municipal                                                                                    | BCIL 1987 |                                                  | Capellades Camí del Cementiri                                                             | 41° 31′ 30″ N, 1° 41′ 06″ E / 41.52499°N,1.684911°E  | IPA-35455 | Cementiri Municipal (Capellades) · Vegeu més fotos d'aquest monument · Carregueu una nova foto d'aquest monument                     |
| Conjunt de cases al carrer Major                                                                       | BCIL 1987 | XIX                                              | Capellades C. Major                                                                       | 41° 31′ 50″ N, 1° 41′ 11″ E / 41.530483°N,1.686414°E | IPA-35457 | Conjunt de cases al carrer Major (Capellades) · Modifica el valor a Wikidata · Carregueu una nova foto d'aquest monument             |
| Casa al carrer Portal, 9-13                                                                            |           | Barroc, obra popular XVII                        | Capellades C. Portal, 9-13                                                                | 41° 31′ 42″ N, 1° 41′ 14″ E / 41.528265°N,1.687357°E | IPA-35459 | Carregueu una nova foto d'aquest monument                                                                                            |
| Cal Formaire, Casa Francesc Tiana Tort, Casa Torrescasana, Casa Esquerra                               | BCIL 1987 | Obra popular XVII                                | Capellades C. Amador Romaní, 18-22                                                        | 41° 31′ 56″ N, 1° 41′ 05″ E / 41.532302°N,1.684738°E | IPA-35461 | Carregueu una nova foto d'aquest monument                                                                                            |
| Casa al carrer Sant Francesc, 18-22                                                                    |           | Barroc, obra popular XVII                        | Capellades C. Sant Francesc, 18-22                                                        |                                                      | IPA-35462 | Carregueu una nova foto d'aquest monument                                                                                            |
| Casa Oller, Casa Ramon Mora Carbonell                                                                  | BCIL 1987 |                                                  | Capellades C. Sant Francesc, 4                                                            | 41° 31′ 50″ N, 1° 41′ 14″ E / 41.530623°N,1.687197°E | IPA-35469 | Casa Oller (Capellades) · Modifica el valor a Wikidata · Carregueu una nova foto d'aquest monument                                   |
| Casa Oliva, Cal Calces d'Arena                                                                         | BCIL 1987 | XIX (1801)                                       | Capellades C. Major, 55                                                                   | 41° 31′ 47″ N, 1° 41′ 13″ E / 41.529586°N,1.686909°E | IPA-35471 | Casa Oliva (Capellades) · Modifica el valor a Wikidata · Carregueu una nova foto d'aquest monument                                   |
| Casa Llorach, Casa Família Morros                                                                      | BCIL 1987 | XIX, XX                                          | Capellades C. Magí Carme, 1                                                               | 41° 31′ 54″ N, 1° 41′ 08″ E / 41.53166°N,1.68558°E   | IPA-35472 | Carregueu una nova foto d'aquest monument                                                                                            |
| Ca Missola, Estudi Amadeu Freixas                                                                      | BCIL 1987 | Obra popular XIV-XV, XX                          | Capellades C. Doctor Fleming, 8-10 - c. Magí Carme                                        | 41° 31′ 55″ N, 1° 41′ 08″ E / 41.53182°N,1.68564°E   | IPA-35476 | Ca Missola (Capellades) · Modifica el valor a Wikidata · Carregueu una nova foto d'aquest monument                                   |
| Plaça Mossèn Cinto Verdaguer                                                                           | BCIL 1987 | XIX, XX                                          | Capellades Pl. Verdaguer                                                                  | 41° 31′ 52″ N, 1° 41′ 10″ E / 41.53117°N,1.68612°E   | IPA-35478 | Plaça Mossèn Cinto Verdaguer (Capellades) · Vegeu més fotos d'aquest monument · Carregueu una nova foto d'aquest monument            |
| Conjunt de cases Mateu Tort Codorniu                                                                   | BCIL 1987 | Obra popular XIX                                 | Capellades Travessia del Portal, 5-15                                                     | 41° 31′ 41″ N, 1° 41′ 16″ E / 41.52814°N,1.68775°E   | IPA-35479 | Conjunt de cases Mateu Tort Codorniu (Capellades) · Modifica el valor a Wikidata · Carregueu una nova foto d'aquest monument         |
| Conjunt de la Font de la Reina                                                                         | BCIL 1987 | Obra popular XIV, XVII-XVIII, XIX-XX             | Capellades Font de la Reina, camí Ral                                                     | 41° 31′ 57″ N, 1° 41′ 23″ E / 41.53250°N,1.68986°E   | IPA-40565 | Conjunt de la Font de la Reina (Capellades) · Modifica el valor a Wikidata · Carregueu una nova foto d'aquest monument               |
| Pou de glaç de la Costa d'en Tria                                                                      |           | Obra popular                                     | Capellades Ronda del Capelló                                                              |                                                      | IPA-40665 | Carregueu una nova foto d'aquest monument                                                                                            |
| Edifici de la Caixa de Pensions                                                                        |           | Noucentisme XX                                   | Capellades C. Garbí, 41                                                                   | 41° 31′ 46″ N, 1° 41′ 05″ E / 41.52947°N,1.68483°E   | IPA-50693 | Carregueu una nova foto d'aquest monument                                                                                            |